# Dysdera aciculata
Dysdera aciculata là một loài nhện trong họ Dysderidae.
Loài này thuộc chi Dysdera. Dysdera aciculata được Eugène Simon miêu tả năm 1882.